# Мис тајни агент 2: Опасна и заносна
Мис тајни агент: опасна и заносна (енгл. Miss Congeniality 2: Armed and Fabulous) је америчка комедија из 2005, наставак филма Мис тајни агент из 2000. 
Три недеље након избора за мис, тада већ јако популарна Грејси Харт, враћа се свом послу Еф-Би-Ај агента. Први задатак јој је да пронађе и спасе киднаповану мис Америке - Шерил и свог пријатеља Стена. Овај пут није сама - помаже јој агресивна Сем Фулер, непријатељски расположена према размаженим мисицама. Филм је добио изузетно ниске оцене критике, али је постао биоскопски хит, који је широм света зарадио 101.000.000 долара. Хонорар Сандре Булок износио је за њу рекордних 17.500.000 долара.
У главним улогама су: Сандра Булок (Грејси Харт), Реџина Кинг (Сем Фулер), Вилијам Шатнер (Стен Филдс), Енрике Мерсијано (Артур), Хедер Бернс (Черил), Дидрик Бејдер (Џоел) и Ерни Хадсон (Хари).